# Золота малина
«Золота́ мали́на» (англ. Golden Raspberry), також «Ра́ззі» (англ. Razzie, від англ. Razzie Award) — американська сатирична кінопремія, антинагорода, якою щороку відзначають найгірші популярні та дорогі кінострічки, їхніх акторів, режисерів і сценаристів, саундтреки (музику) до стрічок тощо.
Кінопремія «Золота малина» є своєрідним антиподом кінопремії «Оскар». Показово, що за традицією номінанти «Золотої малини» оголошуються за день до оголошення оскарівських номінантів, лауреати — відповідно в переддень офіційної церемонії вручення «Оскарів».

## Номінації

### Чинні номінації
- Найгірший фільм
- Найгірший режисер
- Найгірший актор
- Найгірша акторка
- Найгірший актор другого плану
- Найгірша акторка другого плану
- Найгірший сценарій
- Найгірший ремейк, плагіат або сиквел
- Найгірший акторський дует
- Відновлення репутації

### Нечинні номінації
- Найгірша пісня до фільму
- Найгірша нова зірка
- Найгірша музика до фільму
- Найгірші візуальні ефекти
- Найгірша екранна пара
- Найгірша екранна пара / найгірший екранний ансамбль
- Найгірший екранний ансамбль

### Спеціальні номінації
Також були запроваджені спеціальні номінації для окремих років, до яких належать:
| Рік  | Номінація                                                                   | Переможець                                                                                   | Номінанти |
| ---- | --------------------------------------------------------------------------- | -------------------------------------------------------------------------------------------- | --- |
| 1996 | Найгірший сценарій фільму, який зібрав понад 100 мільйонів доларів          | «Смерч» — Майкл Крайтон і Анна-Марі Мартін                                                   | - «Горбань з Нотр-Даму» — Таб Мерфі, Ірен Меккі, Боб Цудікер і Ноні Вайт - «День незалежності» — Дін Девлін і Роланд Еммеріх - «Місія нездійсненна» — Девід Кепп і Роберт Таун - «Час вбивати» — Аківа Ґолдсман |
| 1997 | Найгірша відверта зневага до людського життя та громадського майна          | «Повітряна тюрма»                                                                            | - «Бетмен і Робін» - «Парк Юрського періоду 2: Загублений світ» - «Турбулентність» - «Вулкан» |
| 2019 | Найгірша відверта зневага до людського життя та громадського майна          | «Рембо: Остання кров»                                                                        | - «Закатати в асфальт» - «Привиди Шерон Тейт» - «Хеллбой» - «Джокер» |
| 1998 | Найгірші кінотренди року                                                    | Gidgets 'n' geezers (58-річні головні актори, які залицяються до 28-річних головних акторок) | - Якщо ви бачили трейлер, навіщо дивитися фільм?!? (попередній перегляд, який розкриває весь сюжет фільму) - 30 хвилин історії — передано менш ніж за три години! (д-о-в-ш-і фільми... коротші сюжети) - THX: Звук оглушливий! (звук у фільмі настільки гучний, що прирівнюється до нападу із застосуванням оглушливої зброї) - Yo quiero tacky tie-ins! (Мега-мільярдні перехресні рекламні перенасичення: Армагеддон, Ґодзілла тощо). |
| 2002 | Найбезглуздіший фільм для підлітків                                         | «Диваки»                                                                                     | - «Вісім божевільних ночей» - «Перехрестя» - «Скубі-Ду» - «Три ікси» |
| 2003 | Найгірше виправдання для справжнього фільму (тільки концепція/немає змісту) | «Кіт»                                                                                        | - «Подвійний форсаж» - «Янголи Чарлі: Повний вперед» - «Від Джастіна до Келлі» - «Справжній Канкун» |
| 2005 | Найбільш набридлі мішені таблоїдів                                          | Том Круз, його донька (Сурі Круз), Кеті Голмс, диван Опри Вінфрі та Ейфелева вежа            | - Том Круз і його антипсихіатрична тирада - Періс Гілтон і... «хто ВЗАГАЛІ!» - Містер і місіс Брітні, їх син (Шон Престон Федерлайн) та їхня відеокамера - Сімпсони: Ешлі, Джессіка та Нік |
| 2006 | Найгірше виправдання для сімейного дозвілля                                 | «Дурдом на колесах»                                                                          | - «Ласкаво просимо, або Сусідам вхід заборонений» - «Гарфілд 2: Історія двох кішечок» - «Санта-Клаус 3» - «Кудлатий тато» |
| 2007 | Найгірше виправдання для фільму жахів                                       | «Я знаю, хто мене вбив»                                                                      | - «Чужі проти Хижака: Реквієм» - «Викрадення» - «Молодий Ганнібал» - «Хостел 2» |
| 2010 | Найгірше зловживання 3D, що втомлює очі                                     | «Останній володар стихій»                                                                    | - «Кішки проти собак: Помста Кітті Галор» - «Битва титанів» - «Лускунчик і Щурячий Король» - «Пила 3D» |
| 2017 | Номінант «Золотої малини» настільки поганий, що вам сподобалося             | «Рятувальники Малібу»                                                                        | - «Емоджі Муві» - «П'ятдесят відтінків темряви» - «Мумія» - «Трансформери: Останній лицар» |
| 2021 | Найгірша гра Брюса Вілліса у фільмі 2021 року                               | «Зоряний рубіж»                                                                              | - «Американська облога» - «Апекс: Смертельний квест» - «Тупик» - «Фортеця» - «Опівночі у високій траві» - «За гранню життя» - «Вижити в грі» |

### Ювілейні нагороди
| Період              | Номінація                          | Переможець              | Номінанти                                                                               |
| ------------------- | ---------------------------------- | ----------------------- | --------------------------------------------------------------------------------------- |
| 1980-ті             | Найгірший актор                    | Сильвестр Сталлоне      | - Крістофер Аткінс - Раян О'Ніл - Прінс - Джон Траволта                                 |
| 1980-ті             | Найгірша акторка                   | Бо Дерек                | - Фей Данавей - Мадонна - Брук Шилдс - Піа Задора                                       |
| 1980-ті             | Найгірший фільм десятиліття        | «Дорога матуся»         | - Болеро - Говард-качка - Самотня леді - Зоряний шлях 5: Останній кордон                |
| 1980-ті             | Найгірша нова зірка десятиліття    | Піа Задора              | - Крістофер Аткінс - Мадонна - Прінс - «Діана Скарвід»                                  |
| 1990-ті             | Найгірший актор століття           | Сильвестр Сталлоне      | - Кевін Костнер - Прінс - Вільям Шетнер - Полі Шор                                      |
| 1990-ті             | Найгірша акторка століття          | Мадонна                 | - Елізабет Берклі - Бо Дерек - Брук Шилдс - Піа Задора                                  |
| 1990-ті             | Найгірший фільм десятиліття        | «Стриптизерки»          | - Гори, Голлівуд, гори - Гудзонський яструб - Листоноша - Стриптиз                      |
| 1990-ті             | Найгірша нова зірка десятиліття    | Полі Шор                | - Елізабет Берклі - Ахмед Бест - Софія Коппола - Денніс Родман                          |
| Наші перші 25 років | Найгірший невдаха «Золотої малини» | Арнольд Шварценеггер    | - Кім Бейсінгер - Анджеліна Джолі - Раян О'Ніл - Кіану Рівз                             |
| Наші перші 25 років | Найгірша драма                     | «Поле битви — Земля»    | - Самотня леді - «Дорога матуся» - «Стриптизерки» - «Віднесені»                         |
| Наші перші 25 років | Найгірша комедія                   | «Джилі»                 | - «Пригоди Плуто Неша» - «Кіт» - «Пішов ти, Фредді» - «Леонард шостий»                  |
| Наші перші 25 років | Найгіший мюзикл                    | «Від Джастіна до Келлі» | - «Музику не зупинити» - «Блиск» - «Гірський кришталь» - «Світ Спайс Ґьолз» - «Ксанаду» |
| 2000-ні             | Найгірший актор десятиліття        | Едді Мерфі              | - Бен Аффлек - Майк Маєрс - Роб Шнайдер - Джон Траволта                                 |
| 2000-ні             | Найгірша акторка десятиліття       | Періс Гілтон            | - Мерая Кері - Ліндсі Лохан - Дженніфер Лопес - Мадонна                                 |
| 2000-ні             | Найгірший фільм десятиліття        | «Поле битви — Земля»    | - «Пішов ти, Фредді» - «Джилі» - «Я знаю, хто мене вбив» - «Віднесені»                  |

## Цікаві факти
- Сатиричну нагороду «Золота малина» вигадав у 1981 році голлівудський сценарист та публіцист Джон Вілсон. Відтоді номінантів та переможців визначають голосуванням 687 членів Фонду «Золота малина» (Golden Raspberry Award Foundation, GRAF). Воно проводиться в 45 штатах США та 19 зарубіжних країнах.[3]
- Призом сатиричної кінопремії є пластикова ягода малини, недбало вкрита золотою фарбою з пульверизатора. Кожна така нагорода коштує менше ніж 5 доларів, з урахуванням податку з продажів (у Каліфорнії він становить 8 %).
- Першими в історії лауреатами «Золотої малини» за найгіршу чоловічу і жіночу ролі були Ніл Даймонд і Брук Шилдс.
- Першим режисером, який особисто здобув нагороду на церемонії, став Пол Верговен.
- У 1997 році фільм «Листоноша» Кевіна Костнера став першим, що переміг в усіх п'яти номінаціях, де був представленим: фільм, режисер, сценарій, актор, саундтрек.
- Частими номінантами й лауреатами антипремії є номінанти й лауреати її серйозного аналога — «Оскара», а також дуже популярні зірки кіно, зокрема у 2000-ті роки ними неодноразово ставали Анджеліна Джолі і Дженніфер Лопес серед акторок і Арнольд Шварценеггер та Сильвестр Сталлоне — серед акторів.
- Серед зірок Голлівуду, які ставали лауреатами «Золотої малини», чимало номінантів та переможців премії американської кіноакадемії «Оскар» — Ніколас Кейдж, Бен Аффлек, Марлон Брандо, Лоуренс Олів'є, Фей Данавей та інші.
- Рекордсменом за кількістю антинагород є американська співачка Мадонна. Після 30-ї церемонії нагородження (2010 рік) попзірка мала 7 «Золотих малин» при 13 номінаціях.[4] Та попри це, її не вважають найгіршою актрисою в історії. Вона зіграла в більш ніж двадцяти повнометражних фільмах. Деякі з них високо оцінили критики. Наприклад, за роль аргентинської політичної діячки Евіти Перон Мадонна отримала найпрестижнішу (після «Оскара») кінопремію «Золотий глобус».
- За всю історію вручення «Золотих малин» станом на 2012 рік з усіх акторів і актрис лише Геллі Беррі у 2004 році та Сандра Буллок у 2010 з'явилися на церемонію вручення антинагороди й навіть виголосили промови на кшталт тих, що виголошують під час вручення «Оскара».
- Першим діячем кінематографа, який в один рік отримав і «Золоту малину», і «Оскара», став сценарист Браян Гельґеленд — за фільми «Таємниці Лос-Анджелеса» і «Листоноша» в 1997 році.

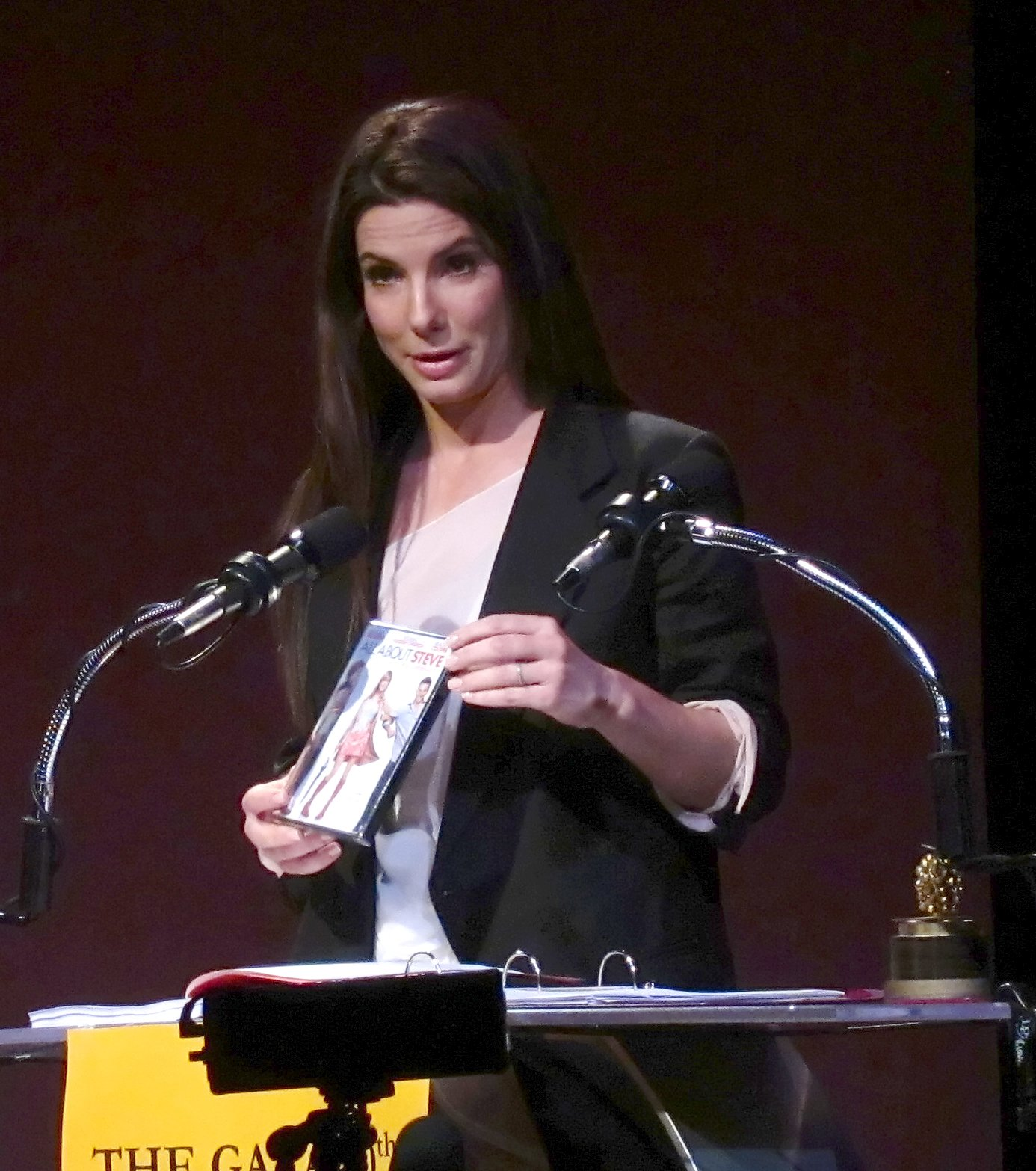
Сандра Буллок на церемонії 2010 року

- Сандра Буллок установила своєрідний рекорд: після вручення «Золотої малини» за роль у фільмі «Все про Стіва» вона вже на другий день отримала «Оскар» за роль у фільмі «Невидима сторона», тобто стала найгіршою і найкращою актрисою одночасно. Спеціально на церемонію вручення «Золотої малини» акторка принесла близько 300 копій DVD розкритикованого фільму і заявила кінокритикам, що ніхто з них його не бачив.

 — «Щось мені підказує, що ніхто з вас не бачив цей фільм. Мене б тут не було, якби ви дійсно його подивилися і зрозуміли, що я намагалася сказати. Кожен отримає копію!»
- У 2005 році за участь у фільмі «Фаренгейт 9/11» Майкла Мура «Золоту малину» отримала адміністрація Білого дому: президент Джордж Буш, міністр оборони Дональд Рамсфелд та радник з нацбезпеки Кондоліза Райс.
- «Сутінки. Сага. Світанок: Частина 2» (2012) — фільм, що номінувався у 12 категоріях, з яких переміг у сімох, серед яких усі основні.
- У 2018 році вперше «Золоту малину» отримала повнометражна анімаційна стрічка «Емоджі Муві» . Вона перемогла в усіх чотирьох номінаціях, в яких представлялася: фільм, режисер, сценарій та найгірший екранний ансамбль.
- На 20-й церемонії (25 березня 2000 року) були названі найгірший фільм десятиліття — «Стриптизерки»,[5] найгірша нова зірка десятиліття — Полі Шор (англ. Pauly Shore) та найгірші актори століття — Мадонна і Сильвестер Сталлоне, який на той момент мав 8 «Золотих малин» після 23 номінацій (на 2016 рік — 11 та 32 відповідно).
- На 30-й церемонії (6 березня 2010 року, Голлівуд) приз «Золота малина» як найгірший фільм десятиліття отримало «Поле битви — Земля» режисера Роджера Крістіана. Найгіршими акторами 2000—2009 рр. названі Періс Гілтон і Едді Мерфі.
- Абсолютний рекордсмен — фільм, який отримав «Золоту малину» в усіх номінаціях одразу — картина Адама Сендлера «Джек і Джилл» (2011).